# Zwergrattenigel
Der Zwergrattenigel (Hylomys parvus) ist eine Art der Kleinen Rattenigel innerhalb der Igel (Erinaceidae), die endemisch in einem sehr kleinen Verbreitungsgebiet an der mittleren Westküste der indonesischen Insel Sumatra vorkommt. Es umfasst die Hänge des aktiven Schichtvulkans Kerinchi und die unmittelbar nördlich und südlich gelegenen Berge des Barisangebirges.

## Merkmale
Der Zwergrattenigel erreicht eine Kopf-Rumpf-Länge von 10 bis 12,7 Zentimetern und eine Schwanzlänge von 1,5 bis 3,2 Zentimeter. Die Hinterfüße haben eine Länge von 22 bis 25 Millimeter und die Ohren sind 17 bis 19 Millimeter lang. Das Gewicht der Tiere wurde bisher nicht ermittelt. Der Schädel hat eine Länge von 29,3 bis 33,4 Millimeter, die Condylobasallänge reicht von 28 bis 32,1 Millimeter und die Breite des Hirnschädels liegt zwischen 13,1 und 14 Millimeter. Die oberste Zahnreihe hat eine Länge von 14,6 bis 16,9 Millimeter. Verglichen mit dem Kurzschwanz-Rattenigel (Hylomys suillus) ist der Zwergrattenigel kleiner, er hat ein weicheres Fell, einen zarteren Schädel und eine Einkerbung zwischen den Spitzen des Zwischenkieferbeins.

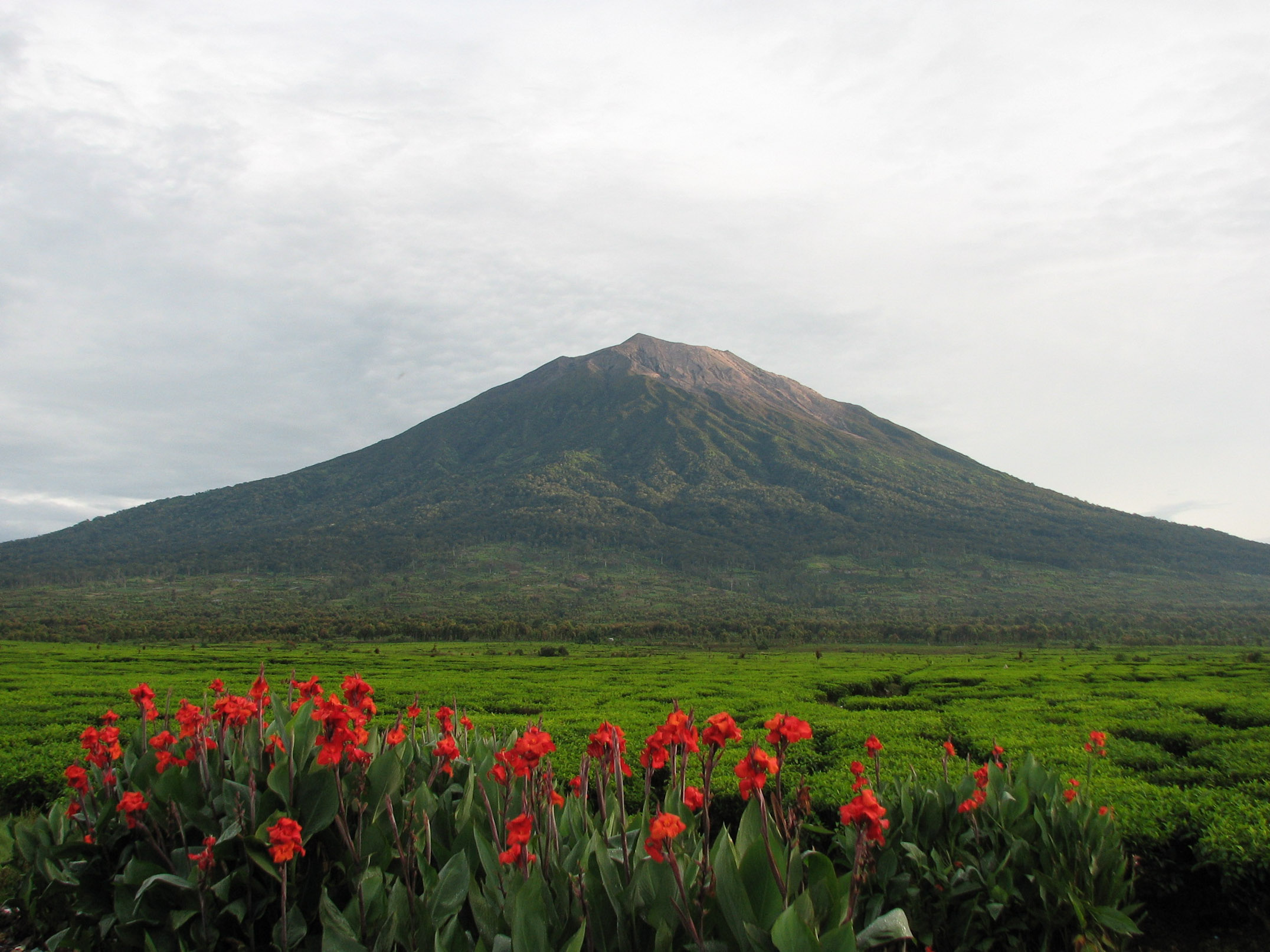
Nur an den Hängen des Kerinchi in Höhen von 2000 bis 3000 Metern kommt der Zwergrattenigel vor

| 3 | · | 1 | · | 4 | · | 3 | = 44 |
| 3 | · | 1 | · | 4 | · | 3 | = 44 |

## Lebensweise
Über die Lebensweise von Hylomys parvus ist kaum etwas bekannt. Die Art kommt in feuchten Bergwäldern in Höhen von 2000 bis 3000 Metern vor.

## Gefährdung und Schutz
Die Art wird von der International Union for Conservation of Nature and Natural Resources (IUCN) aufgrund des sehr kleinen Verbreitungsgebiets von etwa 15.000 km² und der zunehmenden Entwaldung als gefährdet (vulnerable) gelistet. Im Verbreitungsgebiet der Art liegt der Nationalpark Kerinchi-Seblat.